# ヒレヴィ・ロンビン
ヒレヴィ・ロンビン（Hillevi Rombin、1933年9月14日 - 1996年6月19日）は、スウェーデン出身の女優。第4回ミス・ユニバース世界大会（ミス・ユニバース1955）優勝者として知られる。身長170cm、スリーサイズは91-58-91。名前についてヘイレヴィ・ロンビンまたはヒレヴィ・ラルソンとする報道もある。

## 経歴
1933年9月14日、スウェーデン王国イェヴレボリ県Alftaに生まれる。
ウプサラ県ウプサラで育つ。陸上・体操・スキー（滑降）を得意とするアスリートだった。十種競技のスウェーデン全国大会で優勝したこともある。ドイツ語、フランス語、英語、スペイン語を流暢に話す。
1954年、スペインでファッションモデルのコンテストに参加した際、Aftonbladet誌の目に留まる。スウェーデンに帰国すると、彼女はミス・スウェーデン主催者（当時）のVecko-Revyn誌に何枚かの写真を送った。
1954年、ミス・スウェーデンで優勝。1955年7月22日、ミス・ユニバース1955で優勝。
1955年7月、ミス・ユニバースの賞品の一部としてユニバーサル・スタジオと契約した。この時一緒に演技を学んだ同輩に、ジョン・ギャヴィン、クリント・イーストウッド、バーバラ・イーデンなどがいる。

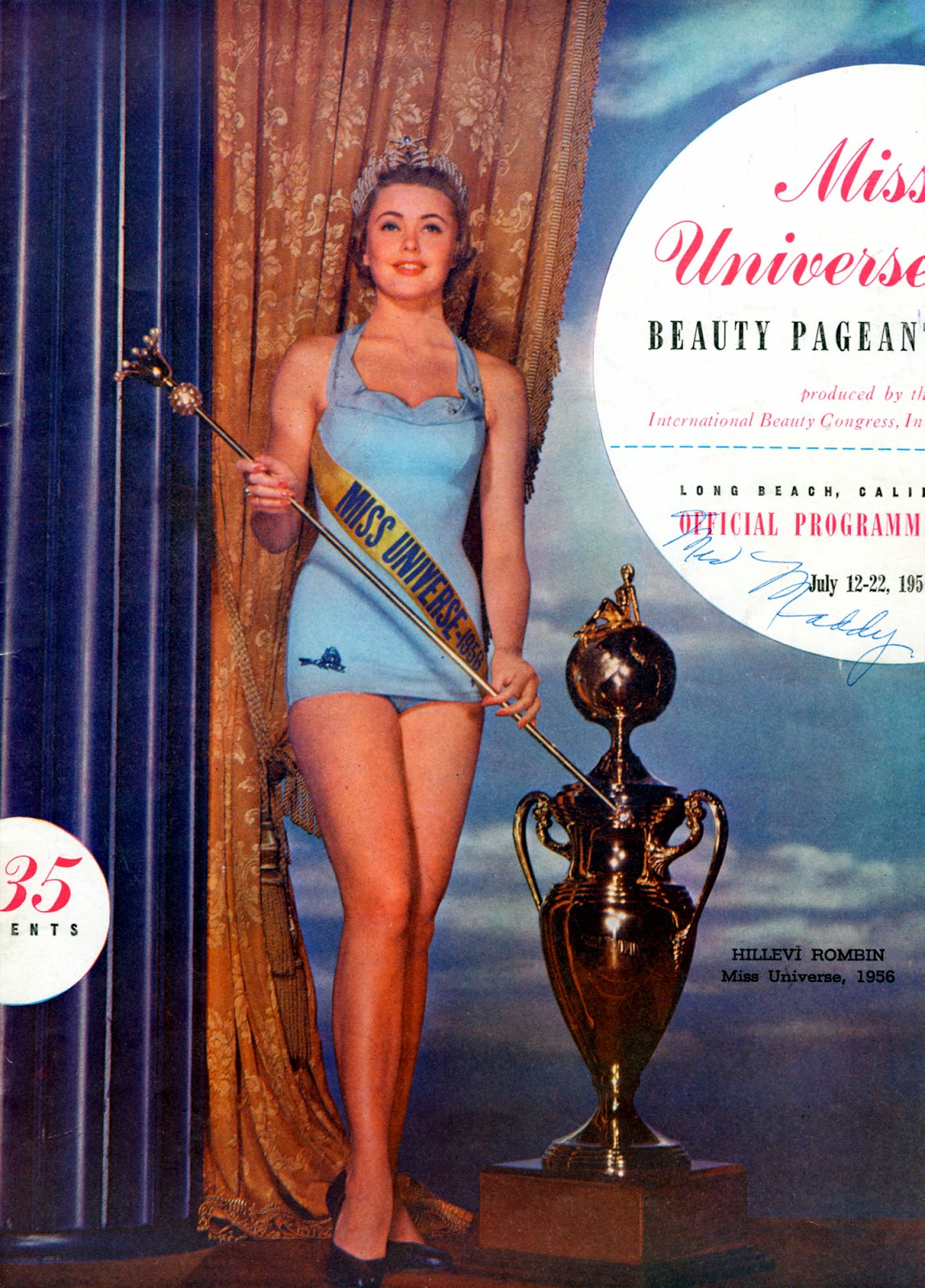
Miss Universe 1956公式プログラムブックより

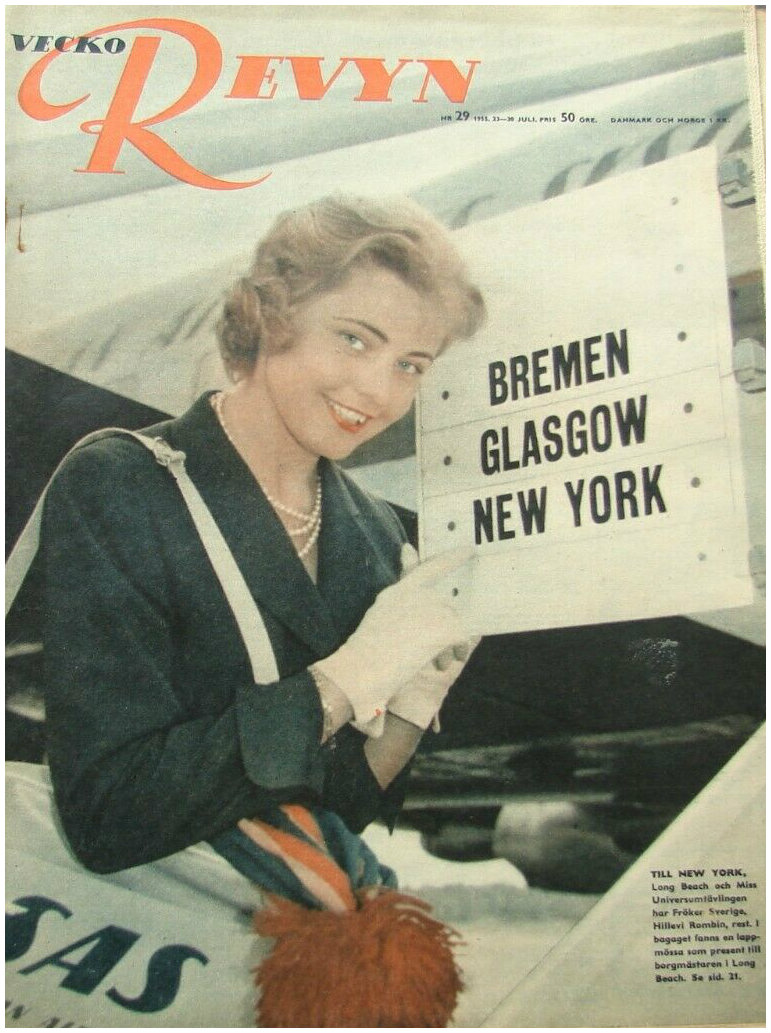
『Veckorevyn』誌表紙(1956年7月発行)

## フィルモグラフィ
- 1955年
  - Miss Universe (TV Special) (Herself)[4]
- 1957年
  - Istanbul (as Air Hostess)
  - The Adventures of Hiram Holliday, シーズン1, エピソード14 Sturmzig Cuneiform (TV Series)

## 私生活とゴシップ
1955年の報道ではスウェーデン空軍に婚約者がいるとされたが、ミスとしての任期の間に、将来の夫となるG. David Schineと出会う。彼はホテル事業や映画・音楽事業に関与することとなるが、詳細はG. David Schineの項目参照。
1957年、デーヴィッドと結婚。ヒレヴィは結婚生活を優先し、映画女優のキャリアを中断する。6人の子供を儲ける。
1996年6月19日、バーバンクの飛行機事故で、夫と息子のBerndtとともに死亡。ミス・ユニバースのタイトルホルダーとして亡くなった最初の人物。ウエストウッド・メモリアルパークに埋葬される。